# أنطونيا سان خوان
أنطونيا سان خوان (بالإسبانية: Antonia San Juan) هي كاتِبة ومنتجة أفلام وكاتبة سيناريو ومخرجة وممثلة إسبانية، ولدت في 22 مايو 1961 في لاس بالماس دي غران كناريا في إسبانيا.

## أعمال

### أفلام
- المنصة
- كل شيء عن أمي[4]

## ترشيحات
- Satellite Award for Best Actress in a Supporting Role [الإنجليزية]‏، عن عمل: كل شيء عن أمي (1999)
- Goya Award for Best New Actress [الإنجليزية]‏، عن عمل: كل شيء عن أمي (2000)

## وصلات خارجية
- أنطونيا سان خوان على موقع IMDb (الإنجليزية)
- أنطونيا سان خوان على موقع ألو سيني (الفرنسية)
- أنطونيا سان خوان على موقع تيرنر كلاسيك موفيز (الإنجليزية)
- أنطونيا سان خوان على موقع أول موفي (الإنجليزية)
- أنطونيا سان خوان على موقع قاعدة بيانات الأفلام السويدية (السويدية)
- أنطونيا سان خوان على موقع قاعدة بيانات الفيلم (الإنجليزية)
- أنطونيا سان خوان على موقع كينوبويسك (الروسية)